# XXVIII Conferencia de Presidentes
La XXVIII Conferencia de Presidentes tuvo lugar el 6 de junio de 2025 en el Palacio de Pedralbes de Barcelona, siendo la primera vez que este foro multilateral se celebraba en Cataluña desde su creación en 2004. Presidida por el presidente del Gobierno, Pedro Sánchez, y con la asistencia del rey Felipe VI, la reunión congregó a los presidentes de todas las comunidades y ciudades autónomas, en un contexto marcado por la tensión política y la ausencia de consensos destacados.

## Temas tratados
La agenda incluyó asuntos clave como la crisis de la vivienda, la financiación autonómica, la inmigración, la sanidad, la energía y la educación. El Gobierno propuso un plan para triplicar la inversión estatal en vivienda pública hasta alcanzar los 7.000 millones de euros entre 2026 y 2030, solicitando a las comunidades que asumieran el 40 % del coste. Sin embargo, los presidentes autonómicos del Partido Popular rechazaron la propuesta, y exigieron además la derogación de la Ley de Vivienda y la rebaja del IVA en el sector inmobiliario.
Algunas comunidades, como La Rioja, expresaron reivindicaciones específicas. Su presidente, Gonzalo Capellán, reclamó el desbloqueo de las entregas a cuenta, un aumento de plazas médicas y una solución al déficit de infraestructuras en la región.

## Confrontación política
La conferencia se desarrolló en un clima de fuerte confrontación entre el Gobierno central y los presidentes autonómicos del PP. Estos aprovecharon el foro para solicitar elecciones generales anticipadas, alegando la falta de presupuestos y la debilidad del Ejecutivo. El presidente Sánchez rechazó esta demanda, reafirmando que los comicios se celebrarán en 2027, como está previsto.
El encuentro terminó sin acuerdos concretos, lo que fue interpretado por diversos analistas como un reflejo de la fractura entre el Ejecutivo central y las comunidades gobernadas por la oposición.

## Controversia lingüística
Una de las principales polémicas de la jornada fue la decisión de la presidenta de la Comunidad de Madrid, Isabel Díaz Ayuso, de abandonar la sala durante las intervenciones en euskera y catalán del lehendakari Imanol Pradales y el presidente catalán Salvador Illa, respectivamente. Ayuso había advertido previamente que no usaría dispositivos de traducción y que se ausentaría si se empleaban lenguas distintas al castellano.
El Gobierno calificó su gesto de "imperdonable" y otros presidentes autonómicos del PP permanecieron en la sala usando los dispositivos de traducción disponibles.